# Улица Гауяс (Рига)
Улица Га́уяс (латыш. Gaujas iela) — улица в Северном районе Риги. Пролегает в северо-восточном направлении от Брасовского моста до зоны перспективной застройки у ТЭЦ-1 (проектируемый перекрёсток с улицей Талеяс). Общая длина улицы — 2308 метров.
На участке от Брасовского моста до развязки с ул. Кишэзера служит границей между историческими районами Чиекуркалнс и Межапаркс, при этом левая (чётная) сторона, относящаяся к Межапарксу, представляет собой комплекс городских кладбищ.

## История
Улица проложена в 1902 году, первоначально под названием Мейнгардская (латыш. Meinharda iela, нем. Meinhardstraße) — в честь Мейнарда фон Зегеберга, первого епископа Ливонии. В 1923 году получила современное название — в честь реки Гауи; других переименований не было.
Первоначально улица начиналась от перекрёстка с нынешней улицей Кишэзера и заканчивалась перекрёстком с улицей Русова. В 1937 (по другим данным — в 1932) году к улице Гауяс была присоединена западная часть улицы Кишэзера (до железнодорожной линии Рига — Мангали). 13 ноября 2007 года трасса улицы Гауяс была продлена в северо-восточном направлении до условного пересечения с улицей Талеяс, однако, по состоянию на начало 2023 года, проезжая часть здесь ещё не проложена.

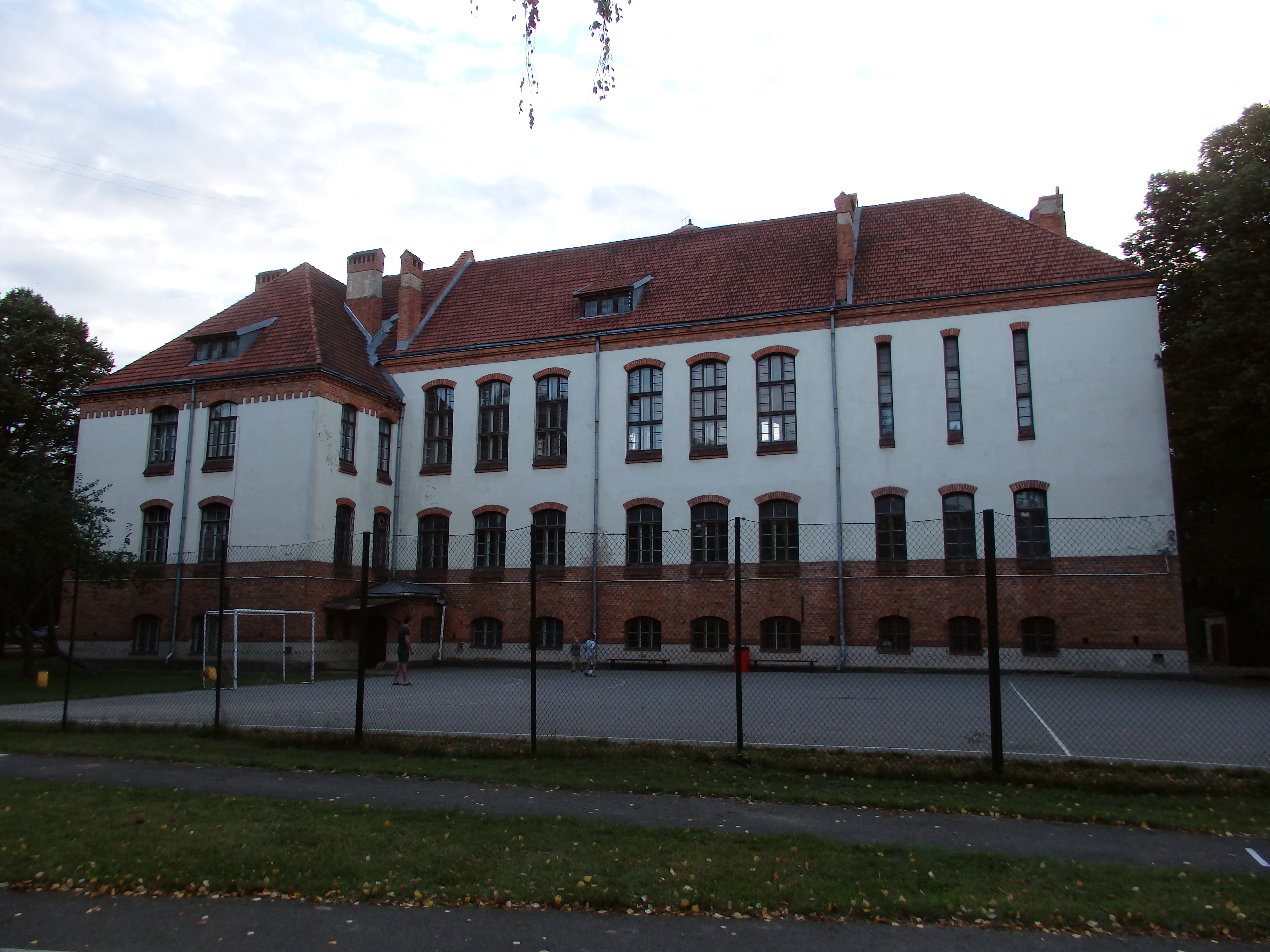
Здание школы им. Я. Порукса

## Застройка
- Дом 21 — водонапорная башня (1913) и дом 23 — здание школы им. Я. Порукса (1910, архитектор Р. Г. Шмелинг) являются памятниками архитектуры государственного значения[7].
- По адресу ул. Гауяс, 3 в 1920-е годы находилась спичечная фабрика «Grotus»[5].
- Улица Гауяс, 12 — 2-е Лесное кладбище.

## Транспорт
Улица Гауяс имеет важное значение для сообщения Чиекуркалнса и Межапаркса с центральной частью города. Часть улицы планируется включить в состав второго этапа проектируемого Северного транспортного коридора.
Развязка с Густава Земгала гатве выполнена в двух уровнях (построена в 2008—2011 годах).
Часть улицы Гауяс, проходящая по Брасовскому мосту, имеет булыжное покрытие; далее улица покрыта асфальтом, но дальняя, проектируемая её часть (за улицей Русова) ещё не имеет покрытия. Движение по улице двустороннее. По улице проходят маршруты автобусов № 9 и 48 и трамвая № 11. Есть несколько остановок, в том числе остановка трамвая «Gaujas iela».

## Прилегающие улицы
Улица Гауяс пересекается со следующими улицами:
- улица Старта
- улица Абулас
- улица Айзсаулес
- улица Тераудлиетувес
- Чиекуркална 1-я линия
- улица Кишэзера
- Густава Земгала гатве
- 1-я поперечная линия Чиекуркална
- 2-я поперечная линия Чиекуркална
- 3-я поперечная линия Чиекуркална
- 4-я поперечная линия Чиекуркална
- улица Русова
- улица Унгура
- улица Талеяс